# Pierre Bachelet

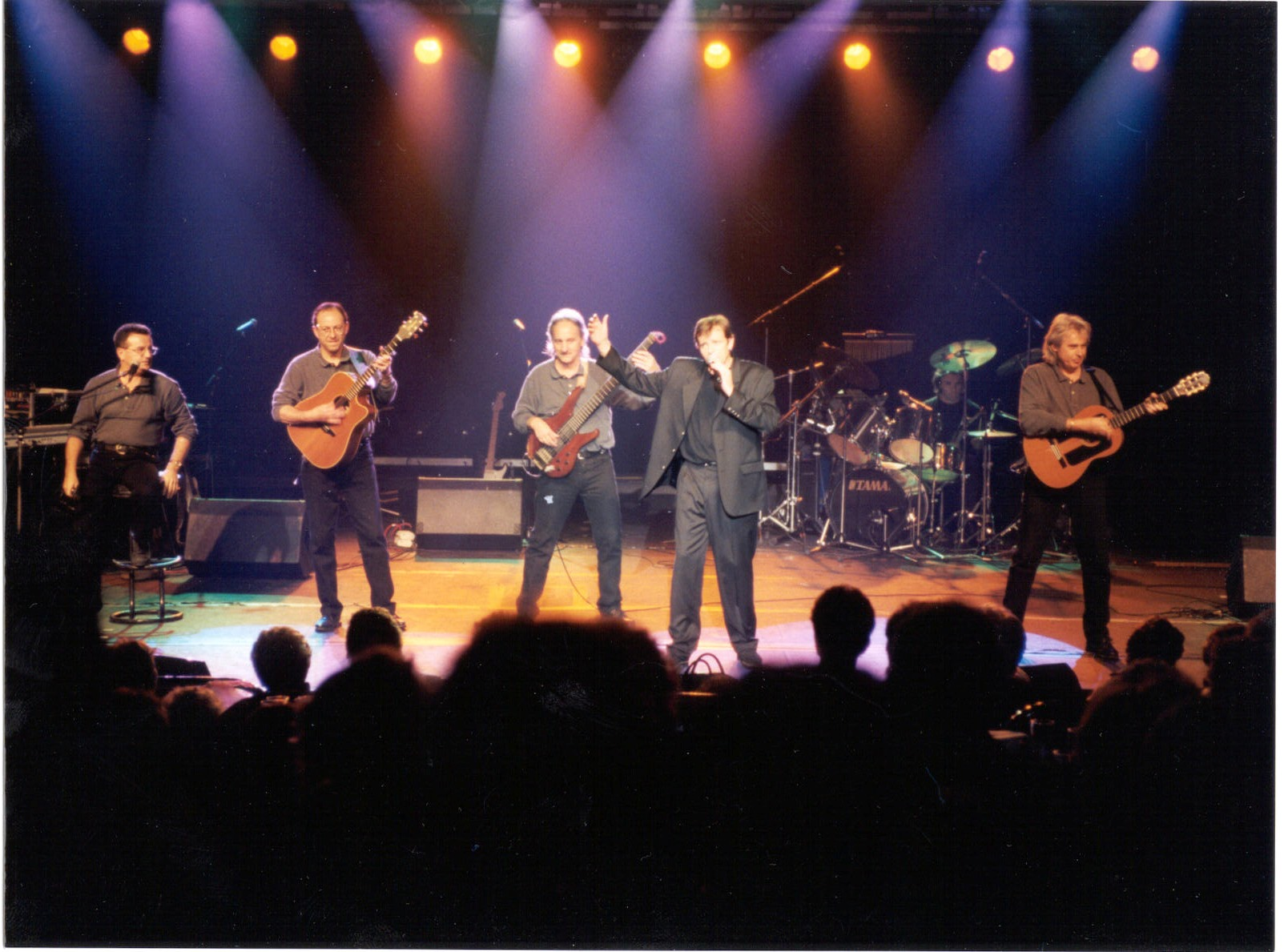
Na pódiu Pierre Bachelet v Belgii v roce 2000.

Pierre Bachelet (25. května 1944, Paříž, Francie – 15. února 2005, Suresnes, Francie) byl francouzský zpěvák, šansoniér, písničkář, básník a skladatel filmové hudby. Proslavil se zejména písní k filmu Emanuela so Sylviou Kristelovou v režii Justa Jaeckina, které se prodalo více než 5,5 milionu kusů. Mezi další jeho známé písně patří např.: Elle est d'ailleurs, En l'an 2001, Les corons, Vingt ans, Flo nebo Marionnettiste.

## Životopis

### Dětství
Jeho rodina, původem z Pas-de-Calais, byla nucena odejít žít do Paříže. Část dětství prožil v Calais. V mládí se Pierre naučil hrát na klavír, ale vášeň pro Elvise Presleyho ho v pubertě přivedla k elektrické kytaře.

### Kariéra
Svou kariéru začal režírováním dokumentárních filmů pro televizi. V Paříži pracoval v reklamě, díky čemuž se seznámil s Patrice Lecontem a Jean-Jacquesem Annaudem. Stal se zvukovým manažerem pořadu Dim, Dam, Dom, během této show se setkal s Justem Jaeckinem, který ho přinutil produkovat hudbu k filmu Emmanuelle. Ve Francii si získal přezdívku mladý Jacques Brel.

### Smrt
Pierre Bachelet zemřel 15. února 2005 ve věku šedesáti let ve svém domě v Suresnes na rakovinu plic. Jeho pohřeb se konal v kostele Saint-Roch v Paříži. Odpočívá na mořském hřbitově v Saint-Tropez.

## Diskografie

### Studiová alba
- (1975) L'Atlantique
- (1980) Elle est d'ailleurs
- (1982) Les Corons
- (1983) Découvrir l'Amérique
- (1985) Marionnettiste
- (1985) En l'an 2001
- (1987) Vingt ans
- (1989) Quelque part... c'est toujours ailleurs
- (1992) Les Lolas
- (1995) La ville ainsi soit-il
- (1998) Un homme simple
- (2001) Une autre lumière
- (2003) Tu ne nous quittes pas (Bachelet chante Brel)
- (2008) Essaye (Album vydané tři roky posmrtne)

## Filmografie

### Jako skladatel filmové hudby

#### Filmy
- (1970) Midi Minuit, režie Pierre Philippe
- (1973) Quelques messieurs trop tranquilles, režie Georges Lautner
- (1973) Français si vous saviez, režie André Harris a Alain de Sedouy
- (1974) Emanuela, režie Just Jaeckin
- (1975) Příhody dívky O, režie Just Jaeckin
- (1975) Maître Pygmalion, režie Jacques Nahum
- (1976) Černobílý prapor, režie Jean-Jacques Annaud
- (1977) Monsieur Sade, režie Jacques Robin
- (1978) Poslední romantický milenec, režie Just Jaeckin
- (1979) Hlavička, režie Jean-Jacques Annaud
- (1979) Dovolená po francouzsku 2, režie Patrice Leconte
- (1979) Soukromé sbírky (povídka: Ostrov Sirén), režie Just Jaeckin
- (1980) Sex with the Stars, režie Anwar Kawadri
- (1981) La cassure, režie Ramón Muñoz
- (1983) Ça va pas être triste, režie Pierre Sisser
- (1983) Un homme à ma taille, režie Annette Carducci
- (1984) Gwendoline, režie Just Jaeckin
- (1987) Emmanuelle V, režie Walerian Borowczyk
- (1991) Les contes sauvages, režie Gérald Calderon a Jean-Charles Cuttoli
- (1993) Emmanuelle au 7e ciel, režie Francis Leroi
- (1999) Děti z mokřin, režie Jean Becker
- (2001) Zločin v ráji, režie Jean Becker

#### TV
- (1981) Salut champion, epizóda Moto Story, režie Just Jaeckin
- (1988) Médecins des hommes, epizóda Les Karen, le pays sans péché, režie Yves Boisset